# Marian Nistor
Marian Nistor (n. 4 octombrie 1943, Fâlfani, România) este un compozitor de muzică ușoară românească și în același timp fondatorul, solistul și conducătorul trupei Savoy.

## Biografie
Marian Nistor s-a născut în București și are originile în satul Fâlfani, comuna Stolnici, Argeș.  A urmat școala generală în București. După cursurile elementare la Școala Specială de Muzică nr. 1, unde a fost coleg cu Benone Sinulescu, a studiat la Liceul de artă Dinu Lipatti din capitală, unde a fost coleg cu megastarul Gheorghe Zamfir la clasa profesorului Fănică Luca. În timpul satisfacerii stagiului militar la Timișoara ca transmisionist, a cântat atât ca solist instrumentist, cât și cu formația de chitare.
A urmat înființarea propiei formații alături de: Ionel Samoilă (chitară bas, mandolină, vocal), Ionel Orban (clape, vocal), Nichi Rotărescu (percuție, vocal) și George Mitrea (solist vocal), inițial numită "Stelele 23" (pentru că fusese formată la Uzina 23 August) și ulterior Portativ. Formația, descoperită de Margareta Pîslaru, a mers la Teatrul de revistă Constantin Tănase de unde a luat denumirea de Savoy după numele sălii Savoy  la sugestia compozitorului Aurel Giroveanu, Ne Stroe și directorul teatrului Dinescu. 
A fost căsătorit de 3 ori, prima dată la vârsta de 25 ani cu Rodica Berceanu (18 ani), cea cu care a avut singurul său copil, Radu Nistor, și de care a divorțat aproape 8 ani mai târziu. 
Este într-o relație cu Dorina Paraschiv Nistor - "Tudorița", începută la o emisiune a lui Aristide Buhoiu și s-a căsătorit cu aceasta în 1999.
Actual se află, în situația de a se descurca cu o pensie mică și cu ceea ce-i mai revine din drepturile de autor ale compozițiilor care l-au făcut cunoscut în deceniul 8.
În anul 2010, compozitorul a intrat în conflict cu o serie de maneliști, pe care îi acuză că i-au preluat melodia „Fă-mă Doamne, o lacrimă!“ fară a-i cere acordul. Un episod similar s-a petrecut în 2012 cu solistul trupei Generic - Dan Ciotoi, în legătură cu melodia "Domnișoară, domnișoară...".
În 2011 muzicianul a primit titlul de cetățean de onoare al localității natale, comuna Stolnici.

## Cariera muzicală și evoluția artistică
Odată începută epoca de la "Constantin Tănase", formația Savoy a colaborat cu Ansamblul UTC. Formația s-a lansat cu, compozitii  si prelucrări de  folclor.
În peste 40 de ani de când Marian Nistor este pe scenă, a avut peste 10.000 de spectacole. Adesea se afla în prim-plan prin voce, chitară, improvizații și iscusite ritornele la nai.
Creativ, acesta s-a sprijinit permanent pe două elemente: cântecul popular (prelucrat prin manieră și sound specific) și, versurile pieselor - alese din marea poezie națională clasică și contemporană transpusă muzical cu har și respect, în șlagăre nemuritoare. A compus pe versuri de Eminescu (Vino în amurg; Lasă lumea ta), Octavian Goga (Cântecele mele; Crăiasa apelor), Eugen Frunză, Zaharia Stancu, Vasile Alecsandri, Panait Cerna (Cântecul voinicului), Mircea Dinescu (Grâu păzit de maci), Victor Eftimiu, George Țărnea, Șt. O. Iosif, Ana Blandiana, Macedonski (Noapte de mai), Ion Minulescu, Demostene Botez, Ioan Alexandru, Marin Sorescu, George Bacovia (Adio, pică frunza), Ion Lotreanu (Domnișoară, domnișoară; Eu sunt ca viața – lacrimă și cânt), Corneliu Vadim Tudor (Mulțumesc, iubită mamă; Într-un sat de pescari; Vorbește-mi de dragoste; Fidelitate), Adrian Păunescu (Iertările; Floare la rever). Cu Grigore Vieru (Până la lacrimi) a avut o colaborare îndelungată. A avut și are multe prelucrări folclorice, conform stilului anilor respectivi..
A cântat alături de muzicieni de prim rang ai muzicii ușoare românești, în șlagăre nemuritoare: Mirabela Dauer (Frunza mea albastră, pe versuri de Radu Stanca; Adio, pică frunza(; Mulțumesc, iubită mamă), Angela Similea - Prințesa Savoylor - (solista cu care a colaborat cel mai mult - 15 ani -  și căreia i-a  scris și cele mai multe melodii), Margareta Pâslaru, Marina Voica, Dan Spătaru, Cornel Constantiniu, Corina Chiriac și alți artiști din generația mai tânără.
```
Formația Savoy a terminat colaborarea în anul 
1992
, conducătorul acesteia compune și interpretează și astăzi sub titulatura de Savoy, împreună cu actuala soție, Dorina Paraschiv Nistor. Amândoi au scos mai multe compilații ce păstrează sound-ul original
[
3
]
, având împreună 15 albume
[
7
]
.
```

Până în vara anului 2011 artistul colaborase la 44 albume.

### Discografie
- Ciobănașul/Mîndrulița mea/Dorul/Cantec de nuntă din oaș (1971, Electrecord single/45-EDC 10.161)
- Povestea lui Păcală/Salcie, fată de baltă (1974, Electrecord single/45-STM-EDC 10.465)
- Iscălitura de lumină L.P. (1976, Electrecord LP/STM-EDE-01265)
- Formația Savoy (Compilație 1977, Electrecord STC 0067)
- Lied cu fluturi L.P. (1978, Electrecord LP/STM-EDE-01496)
- Anotimpuri L.P. (1980, Electrecord LP/ST-EDE 01721, STC 00103)
- Haiducul L.P. (1982, Electrecord LP/ST-EDE 01966, STC 00169)
- Apa trece, pietrele rămîn L.P. (1983, Electrecord LP/ST-EDE 02284, STC 00222)

```
   Melodii ”83 (I) L.P. (Compilatie 1983,Electrecord LP/ST-EDE 02367)
   Melodii ”83 (III) L.P.(Compilatie 1983,Electrecord LP/ST-EDE 02369)
```

- Eu sînt ca viața L.P. (1985, Electrecord LP/ST-EDE 02779, STC 00317)

```
   Meodii ”86 2 L.P. (Compilatie 1986,Electrecord LP/ST-EDE 03073)
```

- Floarea Dorului L.P. (1987, Electrecord LP/ST-EDE 03002)
- Balada Izvorului  L.P. (1987, Electrecord STC 00394)
- Ultimul Romantic L.P. (1988, Electrecord MC/STC 00500)
- Ultimul Romantic 1 L.P. (1988, Electrecord LP/ST-EDE 3301)
- Ultimul Romantic 2 L.P. (1988, Electrecord LP/ST-EDE 3331)
- Garoafă Albă L.P. (1989, Electrecord LP/ST-EDE 3555, STC 581)
- Fă-mă, Doamne, o lacrimă L.P. (1991, Electrecord LP/ST-EDE 4007, STC 00744)

```
   Angela Similea L.P.(Compilatie Electrecord LP/ST-EDE02775)
   Noapte buna,pe maine Corina Chiriac L.P.(Compilatie Electrecord LP/ST-EDE 02281)
   De dragul tau Angela Similea L.P.(Compilatie Electrecord LP/ST-EDE 03435)
   Esti visul meu Mirabela Dauer L.P.(Compilatie Electrecord LP/ST-EDE 02996)
   Formatii de muzica pop(I) L.P.(Compilatie Electrecord LP/EDE 01071)
   Formatii rock L.P.(Compilatie Electrecord LP/EDE 01723)
   In zori Mirabela Dauer L.P.(Compilatie Electrecord PL/ST-EDE 02371)
   Invitatie la discoteca (IV) L.P.(Compilatie Electrecord LP/ST-EDE 02583)
   Invitatie la discoteca (V) L.P.(Compilatie Electrecord LP/ST-EDE 02584)
   Best of Mirabela Dauer L.P.(Compilatie Electrecord LP/ST-EDE 04369)
   Iubirea noastra Radu Nistor L.P.(Compilatie Eurostar LP/CDS-057)
   Un albastru infinit Angela Similea L.P.(Compilatie Electrecord LP/EDE 01448)
```

- Biblia și Pușca L.P. (1992, Eurostar LP/CDS 016)
- Visul (Cristinei) L.P. (1993, Eurostar LP/CDS-CS 118)
- Domnișoară L.P. (1994, Eurostar LP/CDS-CS 128)
- Scrisoare pe o frunză de tutun L.P (1995, Eurostar LP/CDS-CS 145)
- Frunza mea albastră CD (1996, Eurostar E-127)

```
   Canta-mi lautare  CD (1996,Metropol)
```

- Daruri pentru Andreea CD (1997, Metropol)
- Evanghelina CD (1997, Metropol)
- Best CD (1998, Metropol)
- Best 2 CD (Compilație 1999, Metropol)
- Biblia și pușca CD (1999, Metropol)
- Un om și-un câine CD (1999 ,Metropol)
- Best 3/Dor de tine CD (Compilație 2000, Metropol)
- Cântec românesc 1 CD (2001, Metropol)
- Cântec românesc 2 CD (2001, Metropol)
- Nostalgie CD (2001, Metropol)
- Colind de dragoste CD (2002, Metropol)
- Best 4/Ce frumos e omul CD (2002, Metropol)
- Nostalgie CD (2003, RBA)
- Zorile de dimineață CD (2004, Metropol)
- Țigăncușa CD (2005, Metropol)
- Best 5/Frumoasa pescariță CD (2005, Metropol)
- Septembrie CD (2005, RBA)
- Zorile de dimineață CD  (2005, RBA)
- Best 6/O viață și încă o zi CD (2007, Electro Star)
- Povestea lui Păcală CD (2007, Electro Star)
- Decembrie CD (2007, RBA)
- Remember'" CD (2008, Revista Taifasuri)
- Nostalgie CD (2008, Revista Taifasuri)
- Best of CD (2008, Intercont)
- Zorile de dimineață CD (2008, Intercont)
- Balada șoferului CD (2008, Intercont)
- Country CD (2008, Intercont)
- Best of CD (2009, Intercont)
- Evanghelina CD (2009, Intercont)
- Colindători pe caii de zăpadă CD (2011, Spiros Galati)
- Best of Domnișoara CD (2015, Roton)
- Best of Frunza mea albastră CD (2015, Roton)
- Colinde de dor și neuitare CD (2015)
- Best 7/Mulțumesc iubită mamă CD ( 2018, Eurostar)
- Best 8/Pe lumea asta tu ești un inel CD ( 2018, Eurostar)
- Best 9/Nimeni nu ne desparte CD ( 2019, Eurostar)
- Doi colindători romantici CD (2019, Eurostar)

```
   Best 10/Craiasa apelor CD (2021,Eurostar)
   Capitane de judet CD (2021,Eurostar)
```

## "Omul Bentiță"
Marian Nistor a devenit cunoscut nu numai prin muzica sa ci prin bentița pe care o poartă permanent, aceasta devenind nu numai un accesoriu de modă ci și un adevărat simbol reprezentativ. Actual artistul deține o impresionantă colecție de bentițe acasă, în care are peste 300.
Mare admirator al lui Ilie Năstase și al tenisului, Marian Nistor era încântat de aparițiile spectaculoase ale tenismanului. "Îmi plăcea că Ilie juca tenis de plăcere. Făcea spectacol. Eram o dată la mine acasă cu prietenii. Era și Mirabela (n.red. - Dauer), care mi-a pus bentița pe cap și m-a întrebat. "Ai curaj să mergi cu ea?" "Cu voi, da!", am răspuns. La început îmi era teamă să merg cu bentița dacă nu eram însoțit. De atunci... au trecut peste 30 de ani de când o port. Iar dacă nu o port, dacă n-o am, mă oprește lumea și mă întreabă: «Unde e banderola». Mi se spune «Omul bentiță»"

## Realizări
În timpul stagiului militar, a luat două premii pe țară cântând cu naiul la Festivalul national de muzică populară al Armatelor.
Melodia "Ciobănașul" a devenit imnul UNICEF.
A obținut alături de Savoy premii internaționale: la Berlin în 1973 (laureați ai Festivalului Mondial al Tineretului și Studenților) și la Moscova în anul 1985. Tot la Moscova a luat premiu și la Festivalul „Garoafa roșie” și tot în Germania, dar la Rostock a luat un alt premiu în 1986.
Melodia «Frunza mea albastră», pe versuri de Radu Stanca, cântată cu Mirabela Dauer, a figurat în clasamentul final "80 de ani de muzică în 80 de ani de radio" al postului de radio România Actualități.
Presedintele Romaniei Ion Iliescu i-a coferit lui Marian Nistor in data 10 decembrie 2014 medalia nationala pentru merit clasa III - a.

## Amintiri ...
- Arta supremă - interviu cu Corneliu Vadim Tudor, Anca Alexe, Jurnalul Național, 2009.03.16[nefuncțională]
 accesat 2012.07.17
- Stilul pop, melodios - interviu cu Octavian Ursulescu, Daniela Cîrlea Șontică, Jurnalul Național, 2009.03.16[nefuncțională]
 accesat 2012.07.17
- Formație vedetă - interviu cu Corinei Chiriac, Daniela Cîrlea Șontică, Jurnalul Național, 2009.03.16[nefuncțională]
 accesat 2012.07.17
- Au scris istorie - interviu cu Benone Sinulescu, Luminița Ciobanu, Jurnalul Național, 2009.03.16[nefuncțională]
 accesat 2012.07.17
- Poveste romantică - Margareta Pâslaru și Mirabela Dauer despre trupa Savoy, Anca Alexe și Roxana Vintilă, Jurnalul Național, 2009.03.16[nefuncțională]
 accesat 2012.07.17
- Turnee de vis - interviu cu Mihai Constantinescu, Roxana Vintilă, Jurnalul Național, 2009.03.16[nefuncțională]
 accesat 2012.07.17
- Îndrăgostiți de viață - interviu cu Angela Similea, Cătălin Pruteanu, Jurnalul Național, 2009.03.16[nefuncțională]
 accesat 2012.07.17
- Muzica lor, o poezie - interviu cu Gabriel Dorobanțu, Roxana Vintilă, Jurnalul Național, 2009.03.16[nefuncțională]
 accesat 2012.07.17
- Melodii Interzise - interviu cu Marian Nistor, Luminița Ciobanu, Jurnalul Național, 2009.03.16[nefuncțională]
 accesat 2012.07.17

## Șlagăre
- Domnisoara(Lacrima si cant)
- Frunza mea albastra
- Adio pica frunza
- Privighetoarea(Noapte de mai)
- Multumesc iubita mama
- Intr-un sat de pescari
- Luntrea
- Ultimul romantic
- Fascinatorul
- Nostalgie
- Fa-ma doamne o lacrima
- Iscalitura de lumina
- Balada izvorului